# Ancylostomia sauciella
Ancylostomia sauciella là một loài bướm đêm trong họ Crambidae.